# Liste der Baudenkmäler in Wachenroth
Auf dieser Seite sind die Baudenkmäler in dem mittelfränkischen Markt Wachenroth zusammengestellt. Diese Tabelle ist eine Teilliste der Liste der Baudenkmäler in Bayern. Grundlage ist die Bayerische Denkmalliste, die auf Basis des Bayerischen Denkmalschutzgesetzes vom 1. Oktober 1973 erstmals erstellt wurde und seither durch das Bayerische Landesamt für Denkmalpflege geführt wird. Die folgenden Angaben ersetzen nicht die rechtsverbindliche Auskunft der Denkmalschutzbehörde.
 Diese Liste gibt den Fortschreibungsstand vom 1. Juni 2023 wieder und enthält 26 Baudenkmäler.

## Baudenkmäler nach Gemeindeteilen

### Wachenroth
| Lage                                       | Objekt                               | Beschreibung | Akten-Nr.     | Bild           |
| ------------------------------------------ | ------------------------------------ | --- | ------------- | -------------- |
| Albacher Straße (Standort)                 | Bildstock                            | Bezeichnet „1849“ | D-5-72-160-14 | weitere Bilder |
| Hauptstraße, Hauptstraße 1 (Standort)      | Steinkreuz                           | 17. Jahrhundert | D-5-72-160-13 | BW             |
| Hauptstraße 22 (Standort)                  | Wohnhaus                             | zweigeschossiger Walmdachbau mit Ecklisenen und Rokoko-Ornament, bezeichnet „1766“ | D-5-72-160-2  | weitere Bilder |
| Hauptstraße 23 (Standort)                  | Rathaus                              | zweigeschossiger traufständiger Mansarddachbau mit betonter Mittelachse und Rokoko-Zierat, um 1760 | D-5-72-160-3  | weitere Bilder |
| Hauptstraße 24 (Standort)                  | Wohnhaus                             | zweigeschossiger Walmdachbau mit Fachwerkobergeschoss und Rokoko-Ornament, bezeichnet „1766“ | D-5-72-160-4  | weitere Bilder |
| Hauptstraße 29 (Standort)                  | Wohnhaus                             | zweigeschossiger verputzter Walmdachbau mit gequaderten Eckpilastern, 3. Drittel 18. Jh. | D-5-72-160-5  | weitere Bilder |
| Hauptstraße 37 (Standort)                  | Wohnstallhaus                        | eingeschossiger, giebelständiger Satteldachbau, Mitte 18. Jahrhundert | D-5-72-160-7  | weitere Bilder |
| Hauptstraße 48 (Standort)                  | Bildstock                            | Figurennische mit farbig gefasstem Relief des Hl. Nepomuk, erstes Drittel 18. Jahrhundert, Bestandteil des ehemaligen Torbaus | D-5-72-160-8  | BW             |
| Kaspar-Röckelein-Straße 4 (Standort)       | Wohnhaus                             | zweigeschossiger, giebelständiger Halbwalmdachbau mit Eckpilastern und korbbogigem Scheunentor, um 1820 | D-5-72-160-1  | weitere Bilder |
| Kirchstraße 3 (Standort)                   | Katholische Pfarrkirche St. Gertraud | im Kern hochmittelalterliche Chorturmanlage, Langhaus mit Satteldach und ehem. Langhaus als Chor, errichtet im 15. Jh., verlängert 1590, dreigeschossiger Chorturm mit Zwiebelhaube, von Johann Georg Kannhäuser, 1723/24, Purifizierung im 19. Jh., bezeichnet „1712“, „1723“, „1773“; mit Ausstattung | D-5-72-160-9  | weitere Bilder |
| Kirchstraße 8 (Standort)                   | Wohnhaus                             | zweigeschossiger, verputzter Halbwalmdachbau, im Kern 2. Hälfte 17. Jh., Mitte 19. Jh. verändert Barocke Hofeinfahrt, Sandsteinpfosten | D-5-72-160-10 | weitere Bilder |
| Kirchstraße 8 (Standort)                   | Hofeinfahrt                          | Rest der barocken Hofeinfahrt, verputzter Sandsteinpfosten Barocke | D-5-72-160-10 | BW             |
| Kleinwachenroth 7 (Standort)               | Mühle                                | stattlicher, zweigeschossiger Walmdachbau mit Rokoko-Ornament, bezeichnet „1741“ | D-5-72-160-11 | BW             |
| St 2260, Straße nach Mühlhausen (Standort) | Kruzifix                             | Kreuz mit farbig gefasstem Corpus aus Gusseisen, Ende 19. Jahrhundert, Sockel erneuert | D-5-72-160-12 | BW             |

### Reumannswind
| Lage                       | Objekt                  | Beschreibung | Akten-Nr.     | Bild |
| -------------------------- | ----------------------- | --- | ------------- | ---- |
| In Reumannswind (Standort) | Katholische Ortskapelle | Satteldachbau mit polygonalem Chor und markantem Giebelglockenstuhl, im Türsturz bezeichnet „1819“; mit Ausstattung | D-5-72-160-17 | BW   |
| In Reumannswind (Standort) | Keller                  | mit gemauerten Kellereingängen aus Sandsteinquadern, 18. Jahrhundert                                                | D-5-72-160-19 | BW   |
| In Reumannswind (Standort) | Steinkreuz              | Wohl 17. Jahrhundert                                                                                                | D-5-72-160-20 | BW   |
| Lacher Wegleite (Standort) | Feldaltar               | Sandsteinblock mit reich verziertem Aufsatz mit geschweifter Nische, bezeichnet „1782“                              | D-5-72-160-21 | BW   |

### Volkersdorf
| Lage                                                                                | Objekt                             | Beschreibung | Akten-Nr.     | Bild |
| ----------------------------------------------------------------------------------- | ---------------------------------- | --- | ------------- | ---- |
| Bachwiesen, 100 m östlich von Volkersdorf, an der Straße nach Wachenroth (Standort) | Bildstock, sogenannte Müllermarter | rechteckiger Sockel mit Relief des Schweißtuchs der Veronika, darüber Rechteckpfeiler mit Skulptur des hl. Johann Nepomuk und vierseitigem Aufsatz mit Reliefs, Sandstein, 18. Jh. | D-5-72-160-24 | BW   |
| Volkersdorf 1 (Standort)                                                            | Wohnstallhaus                      | zweigeschossiger Satteldachbau mit Putzgliederung, Erdgeschoss Ende 18. Jahrhundert, Obergeschoss Mitte 19. Jahrhundert                                                            | D-5-72-160-22 | BW   |
| Volkersdorf 3 (Standort)                                                            | Wohnstallhaus                      | eingeschossiger Halbwalmdachbau mit profilierten Fensterrahmungen, Ende 18. Jahrhundert, verändert Mitte 19. Jahrhundert                                                           | D-5-72-160-23 | BW   |

### Weingartsgreuth
| Lage                                                                                          | Objekt                                              | Beschreibung | Akten-Nr.               | Bild           |
| --------------------------------------------------------------------------------------------- | --------------------------------------------------- | --- | ----------------------- | -------------- |
| Kühanger, Ortsverbindungsstraße Horbach–Weingartsgreuth Abzweigung zur Hammermühle (Standort) | Gedenkkreuz „Kreuzlein“                             | Steinkreuz, Sandstein, spätmittelalterlich | D-5-72-160-32           | BW             |
| Ochsenmarter, In der Nähe der Raststätte Steigerwald (Standort)                               | Martersäule, sogenannte Ochsenmarter                | 17./18. Jahrhundert nicht nachqualifiziert. | D-5-72-160-29           | BW             |
| Nähe Weingartsgreuther Weg, an der Straße nach Wachenroth (Standort)                          | Steinkreuz                                          | Sandstein, 18. Jahrhundert | D-5-72-160-28           | BW             |
| Weingartsgreuth 21 (Standort)                                                                 | Schloss: Hauptbau                                   | Hauptbau, dreigeschossiger Walmdachbau mit Ecksporen und konkavem Mittelrisalit, Südflügel dreigeschossiger Walmdachbau, über älterem Kern von 1574 (bezeichnet) neu errichtet 1705–09, Renovierungen „1774“ (bezeichnet), erste Hälfte 19. Jahrhundert und um 1970/75; mit Ausstattung | D-5-72-160-27           | weitere Bilder |
| In Weingartsgreuth (Standort)                                                                 | Ehemaliger Befestigungsturm                         | Viergeschossiger Rundturm mit Welscher Haube und Zwiebelbekrönung, 1597, erhöht im 18. Jahrhundert | D-5-72-160-27           | weitere Bilder |
| Weingartsgreuth 23 (Standort)                                                                 | Kapellenflügel                                      | Zweigeschossiger Walmdachbau, im südlichen Bereich evangelisch-lutherische Kirche, 1744/45, Erweiterung nach Norden um 1830 | D-5-72-160-27 zugehörig | weitere Bilder |
| Weingartsgreuth 19 (Standort)                                                                 | Kanzleigebäude                                      | Zweigeschossiger Mansardwalmdachbau mit Ecklisenen und zweiarmiger Portaltreppe, bezeichnet „1792“ | D-5-72-160-27           | weitere Bilder |
| Weingartsgreuth 21 (Standort)                                                                 | Nebengebäude                                        | Eingeschossiger Walmdachbau mit Ecklisenen, bezeichnet „1780“ | D-5-72-160-27           | weitere Bilder |
| In Weingartsgreuth (Standort)                                                                 | Einfriedung                                         | zum Teil Bruchsteinmauer, zum Teil Sandsteinquadermauer mit Steinpfeilern und Ornament-Eisengitter, 18. Jh. | D-5-72-160-27           | BW             |
| Weingartsgreuth 21 (Standort)                                                                 | Park                                                | Im 18. Jahrhundert angelegt, Umwandlung zum englischen Landschaftspark im frühen 19. Jahrhundert | D-5-72-160-27           | weitere Bilder |
| Weingartsgreuth 58 (Standort)                                                                 | Ehemaliger Wirtschaftshof: Ehemaliges Gärtnerhaus   | erdgeschossiger Halbwalmdachbau, 1710 | D-5-72-160-30           | weitere Bilder |
| Weingartsgreuth 58 (Standort)                                                                 | Ehemaliger Wirtschaftshof: Ehemalige Zehntscheune   | Fachwerkbau mit Satteldach, um 1710 | D-5-72-160-30           | weitere Bilder |
| Weingartsgreuth 58 (Standort)                                                                 | Ehemaliger Wirtschaftshof: Ehemalige Amtsscheune    | Fachwerkbau mit Halbwalmdach, um 1710 | D-5-72-160-30           | weitere Bilder |
| Weingartsgreuth 58 (Standort)                                                                 | Ehemaliger Wirtschaftshof: Ehemaliger Schweinestall | Bruchsteinbau mit Satteldach und Fachwerkgiebel, um 1710 | D-5-72-160-30           | BW             |

## Ehemalige Baudenkmäler
| Lage                                  | Objekt                    | Beschreibung                                        | Akten-Nr.     | Bild |
| ------------------------------------- | ------------------------- | --------------------------------------------------- | ------------- | ---- |
| Wachenroth am Weg nach Reichmannsdorf | „Müllermarter“ Bildstock  | Bezeichnet „1750“                                   | D-5-72-160-15 | BW   |
| Wachenroth am Weg nach Reichmannsdorf | „Pfaffenmarter“ Bildstock | Bezeichnet „1633“                                   | D-5-72-160-16 | BW   |
| Wachenroth Hauptstraße 34             | Wohnstallhaus             | Eingeschossig mit Rokoko-Zierrat, bezeichnet „1786“ | D-5-72-160-6  | BW   |
| Warmersdorf Warmersdorf 11            | Zugehörig Stadel          | Sandsteinquader, erstes Drittel 19. Jahrhundert     | D-5-72-160-25 | BW   |
| Warmersdorf Warmersdorf 16            | Barocke Türrahmung        | 18. Jahrhundert; im Anbau                           | D-5-72-160-26 | BW   |